# جيل بيتا
الجيل بيتا (اختصارًا Gen Beta) هو الفوج الديموغرافي التالي بعد الجيل ألفا، تسمية الجيل بيتا ترجع الى الأبجدية اللاتينية اليونانية القديمة وهم مواليد عام 2025 حتى 2039. بالإضافة إلى ذلك، من المحتمل أن يعيش العديد من مواليد الجيل بيتا حتى القرن الثاني والعشرين حيث الأطفال المولدون في عام 2025 سيكون عمرهم 76 عامًا في عام 2101.

## المصطلح
فكرة تسمية جيل بيتا وجيل ألفا صاغها لأول مرة مارك ماكريندل في استطلاع عام 2008 الذي أجرته شركة الاستشارات الأسترالية ماكريندل للأبحاث يصف ماكريندل الفكرة بأنها تتفق مع العرف العلمي المتمثل في استخدام الأبجدية اليونانية بدلاً من الأبجدية اللاتينية.